# Ткач Михайло Сергійович
Михайло Сергійович Ткач (нар. 16 жовтня 1988, Дніпро, УРСР) — український журналіст-розслідувач, кореспондент видання «Українська правда» (з 2021). У 2016—2021 — журналіст програми «Схеми» української редакції Радіо Свобода.

## Життєпис
Михайло Ткач народився 16 жовтня 1988 року в місті Дніпрі.
Закінчив Дніпровський національний університет, під час навчання грав у КВК. Працював на дніпропетровському «9 каналі» у програмі «Гроші» (1+1), журналістом програми «Схеми». Відомий розслідуваннями, зокрема і щодо перших осіб держави.
У ніч на 8 серпня 2020 року повідомив, що виявив вдома ознаки пристрою прослуховування.
11 жовтня 2022 року Ткач заявив про перешкоджання журналістській діяльності, це сталося після візиту шести невідомих осіб до водія його команди.
13 жовтня 2022 Ткача збив автомобіль на пішоходному переході в Києві.
У листопаді 2023 року на Ткача було скоєно напад невідомими під час зйомок розслідування. Поліція відкрила кримінальне провадження.
14 травня 2024 року, згідно повідомлення Офісу генерального прокурора (ОГП), прокуратура міста Києва розпочала кримінальне провадження за заявою Михайла Ткача та журналістів видання «Українська правда» про спроби тиску, погрози та перешкоджання журналістській діяльності.

## Нагороди та відзнаки
- орден «За заслуги» III ступеня (24 серпня 2022)[12];
- премія «Телетріумф» у номінації «Репортер» (2016)[13];
- 2012 — переможець конкурсу журналістських розслідувань серед молодих журналістів (організований «Українською правдою» та Посольством США в Україні)[2].